# Festival Internacional de Cinema de Berlim 2023
A 73º edição anual do Festival Internacional de Cinema de Berlim, usualmente conhecido como Berlinale ocorreu entre 16 a 26 de fevereiro de 2023 presencialmente. Tendo o júri presidido por Kristen Stewart, neste ano o festival também adicionou um prêmio para melhor série de televisão. Em 15 de dezembro de 2022 foram anunciados os primeiros filmes das mostras Panorama e Geração (Generation) para o festival, e em 13 de janeiro, muitas estreias mundiais foram adicionadas à programação fora de competição, incluindo Golda de Guy Nattiv, uma cinebiografia política.
O festival abriu com o longa dramático de Rebecca Miller, She Came to Me. Uma transmissão de vídeo ao vivo com o presidente ucraniano Volodymyr Zelensky foi o destaque da cerimônia de abertura. No dia 21 de fevereiro de 2023, Steven Spielberg foi presenteado com o Urso de Ouro Honorário pelo conjunto da obra, sendo homenageado por Bono. Seus filmes também foram exibidos na seção Homenagem para lhe prestar uma homenagem especial. Na noite de premiação realizada em 25 de fevereiro, apresentada por Hadnet Tesfai, On the Adamant, documentário do diretor francês Nicolas Philibert, venceu o Urso de Ouro. O Grande Prêmio do Júri Urso de Prata foi ganho por Afire de Christian Petzold. O destaque da premiação foi o Urso de Prata de Melhor Atuação Principal, ganho por Sofía Otero pelo papel de Lucía, de oito anos, em 20,000 Species of Bees, que aos nove anos se tornou a mais jovem vencedora do prêmio.
O festival encerrou em 26 de fevereiro com vendas totais de ingressos chegando a 320 000 e cerca de 20 000 profissionais credenciados de 132 países, incluindo 2 800 jornalistas presentes no festival.

## Histórico
As inscrições de filmes ao festival começaram em setembro de 2022, com data limite para inscrição fixada em 23 de novembro de 2022 para a Berlinale Series. No dia 13 de outubro com o slogan "Let's Get Together (Vamos nos Juntar) as datas de vários programas foram anunciadas, afinal, após dois anos o festival ocorreria presencialmente. Também foi anunciado que a premiação Berlinale Series seria inaugurado a partir de 2023.

## Cerimônia de abertura e encerramento

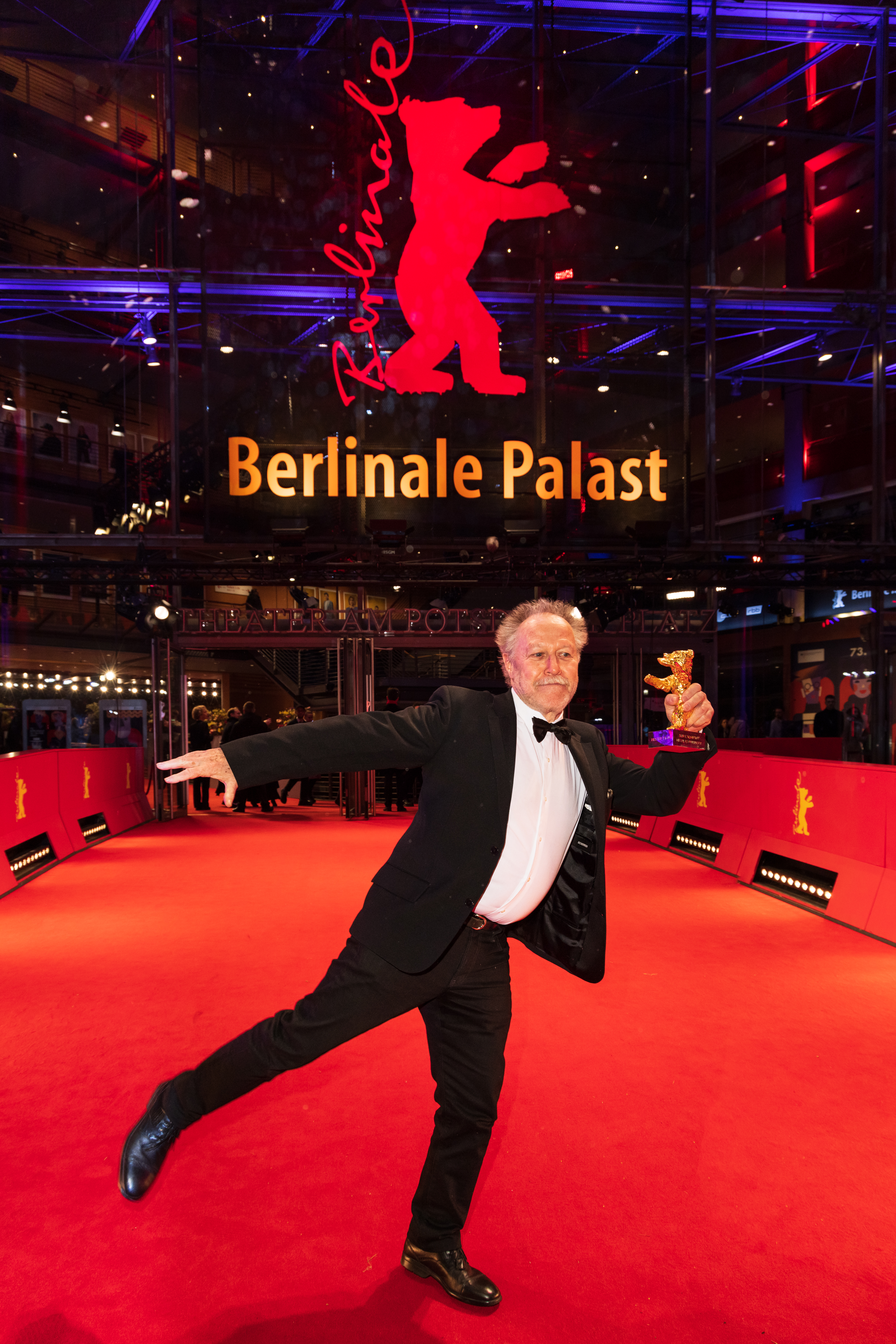
Nicolas Philibert, com o Urso de Ouro no tapete vermelho em frente ao Berlinale Palast.

A cerimônia de abertura do festival foi realizada no dia 16 de fevereiro, com eminentes júris e estrelas internacionais e alemãs desfilando no tapete vermelho. A presidente do júri, Kristen Stewart, em seu discurso apontou sobre "opressões contra nosso eu físico", e disse que embora seja uma menina, ela não representa "a versão menos marginal de uma mulher". Sobre isso, Golshifteh Farahani, atriz e jurada franco-iraniana, observou que "algumas mulheres não são tão afortunadas". Diversas vezes, a Guerra Russo-Ucraniana e os direitos humanos na República Islâmica do Irã foram tópicos de discussão na cerimônia. O presidente Volodymyr Zelensky apareceu via satélite e apresentou Sean Penn, comentando: “Surge uma pergunta lógica: de que lado a cultura e a arte devem estar?” ele acrescentou: “A arte pode estar fora da política? O cinema deveria estar fora da política? É uma pergunta eterna, mas hoje é extremamente [pertinente].” Mais tarde, o filme de abertura do festival, o drama de Rebecca Miller, She Came to Me, foi exibido.
A cerimônia de encerramento ou noite de premiação foi realizada no dia 25 de fevereiro pelo apresentador de rádio e televisão alemão Hadnet Tesfai. O documentário francês On the Adamant, de Nicolas Philibert, venceu o Urso de Ouro. A presidente do júri, Kristen Stewart, apresentando o filme, considerou-o "feito com maestria" e uma "prova cinematográfica da necessidade vital da expressão humana", Philibert, agradeceu ao júri e disse "que o documentário poder ser considerado cinema por si só me toca profundamente." O Grande Prêmio do Júri Urso de Prata foi ganho por Afire de Christian Petzold. Sofía Otero, uma menina de nove anos, foi a vencedora do Urso de Prata de Melhor Atuação Principal pelo papel de Lucía, de oito anos, em 20,000 Species of Bees. Ela se tornou a mais jovem vencedora do prêmio de gênero neutro. Stewart elogiou a jovem atriz por desafiar “um sistema [de filmagem] projetado para diminuir a inteligência do ator, especialmente quando o artista é uma criança”. Após a cerimônia, Otero disse à imprensa: "Quero dedicar minha vida à atuação". A cerimônia encerrou com a exibição do premiado filme On the Adamant.

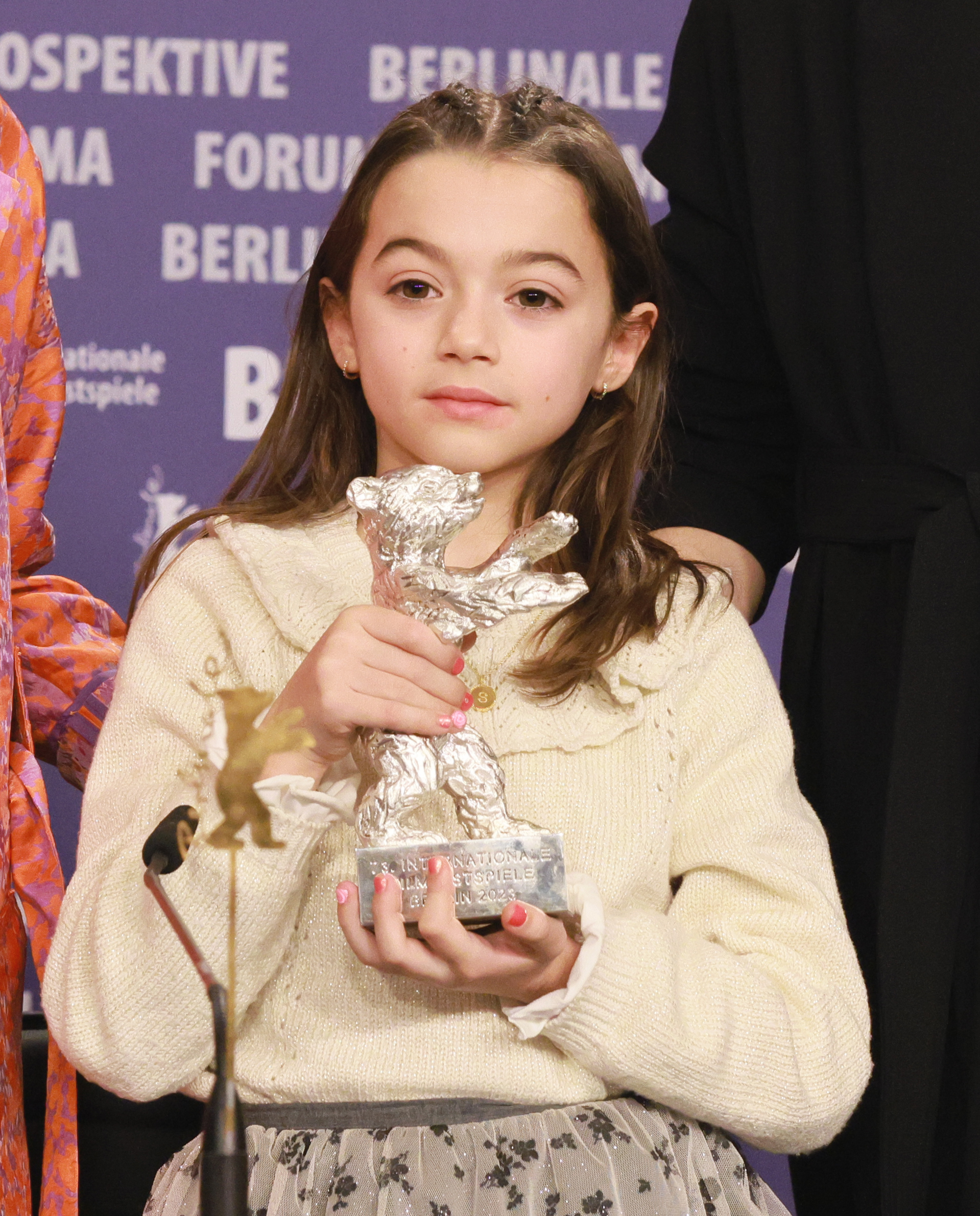
Sofía Otero, com o Urso de Prata de Melhor Performance Principal for 20,000 Species of Bees.

## Júri
Fontes:

### Competição

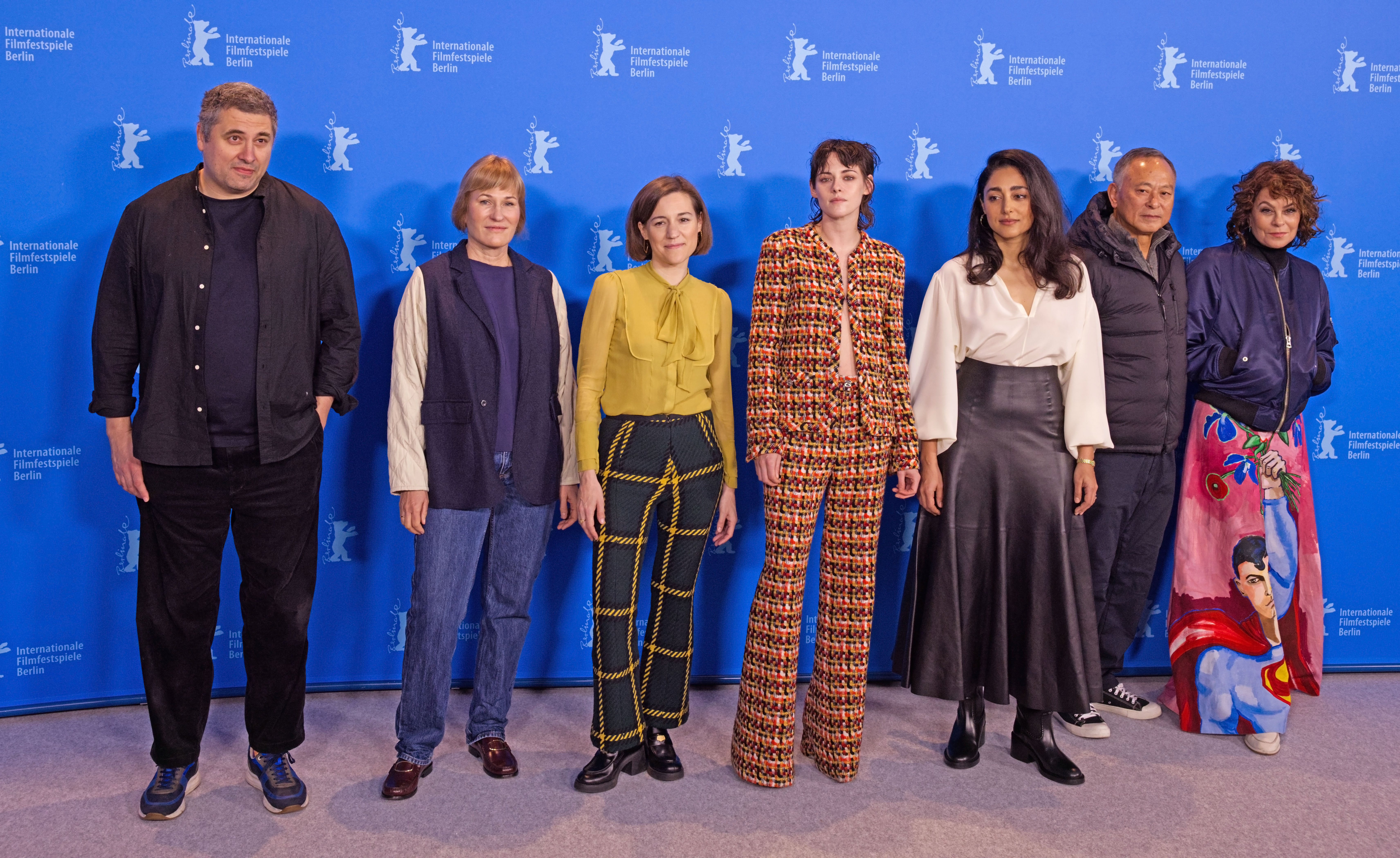
Júri internacional do festival

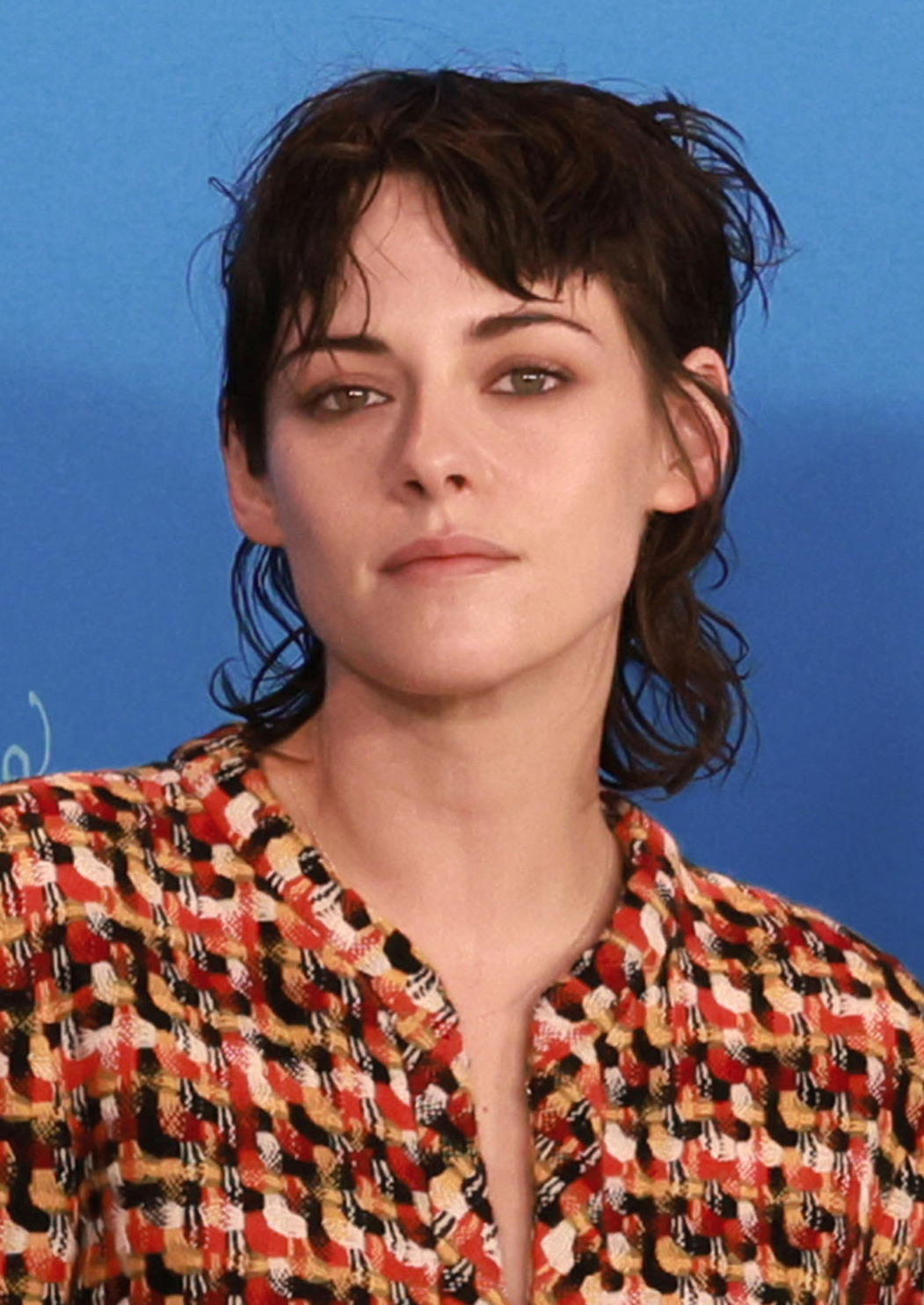
Kristen Stewart, Presidente do Júri (competição)

Os seguintes estavam no júri na seção Berlinale Competition:
- Kristen Stewart, Atriz, diretora e roteirista estadunidense - Presidente do Júri.
- Golshifteh Farahani, Ator francês-iraniano.
- Valeska Grisebach, Diretor e roteirista alemão.
- Radu Jude, Diretor e roteirista romeno.
- Francine Maisler, diretor de elenco e produtor estadunidense.
- Carla Simón, Diretor e roteirista espanhol.
- Johnnie To, diretor e produtor de Hong Kong.

### Encounters
As seguintes pessoas fizeram parte do júri da premiação Encounters:
- Angeliki Papoulia, Atriz e diretora de teatro grega.
- Dea Kulumbegashvili, Cineasta e escritor georgiano.
- Paolo Moretti, Curador de festivais e pesquisador acadêmico italiano.

### Júri Internacional de Curtas Metragens
- Cătălin Cristuțiu, Montador romeno
- Sky Hopinka, Artista visual e cineasta estadunidense
- Isabelle Stever, Diretor e roteirista alemão

### Júri Internacional Generation Kplus
- Venice Atienza, Documentarista filipino
- Alise Ģelze, Produtor letão
- Gudrun Sommer, Curador de festivais alemão

### Júri Internacional Generation 14plus
- Kateryna Gornostai, Cineasta, roteirista e montador ucraniano
- Fion Mutert, Diretor de fotografia e educador de mídia alemão
- Juanita Onzaga, Cineasta e artista colombiano

### Júri do Prêmio de Melhor Primeiro Longa-Metragem GWFF
- Judith Revault d’Allonnes, Curador de festivais francês
- Ayten Amin, Diretor egípcio
- Cyril Schäublin, Diretor suíço

### Júri do Prêmio de Documentário
- Emilie Bujès, diretor artístico do festival suíço, Visions du Réel.
- Diana Bustamante, Produtor, diretor e curador colombiano
- Mark Cousins, Diretor e escritor da Irlanda do Norte

### Júri do Prêmio Berlinale Series
O júri do Berlinale Series Award foi composto por:
- André Holland, Ator estadunidense
- Danna Stern, Executivo internacional israelense, fundador da empresa Shtisel e Your Honor, Yes Studios
- Mette Heeno, Roteirista, showrunner e produtor executivo dinamarquês

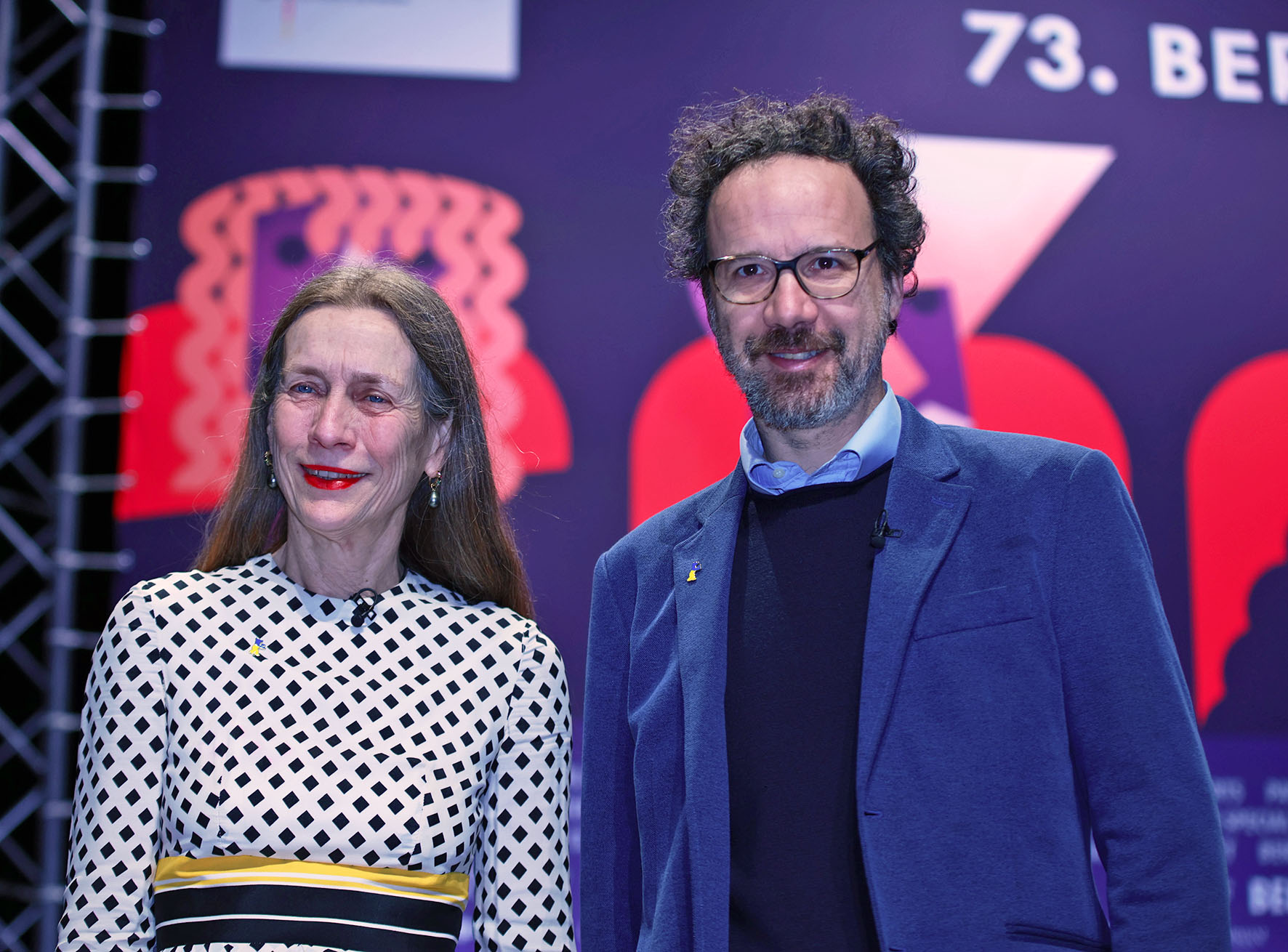
Diretor Geral, Mariëtte Rissenbeek e Diretor Artístico, Carlo Chatrian

### Júri da secção Perspektive Deutsches Kino
- Dela Dabulamanzi, Ator alemão
- Anne Fabini, Montador alemão
- Jöns Jönsson, Diretor sueco

### Júri do Prêmio Heiner Carow
- Freya Arde, Compositor de cinema alemão, guitarrista e produtor musical
- Peter Kahane, Diretor alemão
- Mirko Wiermann, Arquivista de cinema alemão.

## Em Competição
Os 19 filmes a seguir foram selecionados na competição principal dos prêmios Urso de Ouro e Urso de Prata:
Títulos destacados indica o vencedor do prêmio.
| Título em inglês                            | Título original                          | Diretor(es)                  | País(es) de produção                    |
| ------------------------------------------- | ---------------------------------------- | ---------------------------- | --------------------------------------- |
| 20,000 Species of Bees                      | 20.000 especies de abejas                | Estibaliz Urresola Solaguren | Espanha                                 |
| The Shadowless Tower                        | 白塔之光                                 | Zhang Lü                     | China                                   |
| Till the End of the Night                   | Bis ans Ende der Nacht                   | Christoph Hochhäusler        | Alemanha                                |
| BlackBerry                                  | BlackBerry                               | Matt Johnson                 | Canadá                                  |
| Disco Boy                                   | Disco Boy                                | Giacomo Abbruzzese           | Itália                                  |
| The Plough                                  | Le grand chariot                         | Philippe Garrel              | França • Suíça                          |
| Ingeborg Bachmann – Journey into the Desert | Ingeborg Bachmann – Reise in die Wüste   | Margarethe von Trotta        | Alemanha • Suíça • Áustria • Luxemburgo |
| Someday We'll Tell Each Other Everything    | Irgendwann werden wir uns alles erzählen | Emily Atef                   | Alemanha                                |
| Limbo                                       | Limbo                                    | Ivan Sen                     | Austrália                               |
| Bad Living                                  | Mal Viver                                | João Canijo                  | Portugal • França                       |
| Manodrome                                   | Manodrome                                | John Trengove                | Reino Unido • Estados Unidos            |
| Music                                       | Music                                    | Angela Schanelec             | Alemanha • França • Sérvia              |
| Past Lives                                  | Past Lives                               | Celine Song                  | Estados Unidos                          |
| Afire                                       | Roter Himmel                             | Christian Petzold            | Alemanha                                |
| The Survival of Kindness                    | The Survival of Kindness                 | Rolf de Heer                 | Austrália                               |
| Tótem                                       | Tótem                                    | Lila Avilés                  | México • Dinamarca • França             |
| Animação                                    |                                          |                              |                                         |
| Art College 1994                            | Art College 1994                         | Liu Jian                     | China                                   |
| Suzume                                      | Suzume                                   | Makoto Shinkai               | Japão                                   |
| Documentário                                |                                          |                              |                                         |
| On the Adamant                              | Sur l’Adamant                            | Nicolas Philibert            | França • Japão                          |

## Encounters
Os 16 filmes a seguir são selecionados para a seção Encounters:
Títulos destacados indica o vencedor do prêmio.
| Título em inglês                | Título original                  | Diretor(es)                     | País(es) de produção                         |
| ------------------------------- | -------------------------------- | ------------------------------- | -------------------------------------------- |
| The Klezmer Project             | Adentro mío estoy bailando       | Leandro Koch, Paloma Schahmann  | Argentina • Áustria                          |
| The Adults                      | The Adults                       | Dustin Guy Defa                 | Estados Unidos                               |
| Here                            | Here                             | Bas Devos                       | Bélgica                                      |
| In the Blind Spot               | Im toten Winkel                  | Ayşe Polat                      | Alemanha                                     |
| The Cage is Looking for a Bird  | Kletka ishet ptitsu              | Malika Musaeva                  | França • Rússia                              |
| in water                        | 물 안에서                        | Hong Sang-soo                   | Alemanha                                     |
| Family Time                     | Mummola                          | Tia Kouvo                       | Finlândia • Suécia                           |
| Samsara                         | Samsara                          | Lois Patiño                     | Espanha                                      |
| Living Bad                      | Viver Mal                        | João Canijo                     | Portugal • França                            |
| Absence                         | 雪云                             | Wu Lang                         | China                                        |
| Documentário                    |                                  |                                 |                                              |
| The Echo                        | El eco                           | Tatiana Huezo                   | México • Alemanha                            |
| My Worst Enemy                  | Mon pire ennemi                  | Mehran Tamadon                  | França • Suíça                               |
| The Walls of Bergamo            | Le mura di Bergamo               | Stefano Savona                  | Itália                                       |
| Orlando, My Political Biography | Orlando, ma biographie politique | Paul B. Preciado                | França                                       |
| Eastern Front                   | Shidniy front                    | Vitaly Mansky, Yevhen Titarenko | Letônia • Chéquia • Ucrânia • Estados Unidos |
| Animação                        |                                  |                                 |                                              |
| White Plastic Sky               | Müanyag égbolt                   | Tibor Bánóczki, Sarolta Szabó   | Hungria • Eslováquia                         |

## Berlinale Special
Fontes:
| Título em inglês                                     | Título original                                      | Diretor(es) | País(es) de produção                                          |
| Gala Especial Berlinale                              | Gala Especial Berlinale                              | Gala Especial Berlinale | Gala Especial Berlinale                                       |
| ---------------------------------------------------- | ---------------------------------------------------- | --- | ------------------------------------------------------------- |
| Golda                                                | Golda                                                | Guy Nattiv | Estados Unidos • Reino Unido                                  |
| Last Night of Amore                                  | L'ultima notte di Amore                              | Andrea Di Stefano | Itália                                                        |
| Seneca – On the Creation of Earthquakes              | Seneca – On the Creation of Earthquakes              | Robert Schwentke | Alemanha • Marrocos                                           |
| She Came to Me                                       | She Came to Me                                       | Rebecca Miller | Estados Unidos                                                |
| Sun and Concrete                                     | Sonne und Beton                                      | David Wnendt | Alemanha                                                      |
| Tár                                                  | Tár                                                  | Todd Field | Estados Unidos • Alemanha                                     |
| Documentários                                        |                                                      | |                                                               |
| Kiss the Future                                      | Kiss the Future                                      | Nenad Cicin-Sain | Estados Unidos                                                |
| Superpower                                           | Superpower                                           | Sean Penn, Aaron Kaufman | Estados Unidos                                                |
| Untitled Boris Becker Documentary                    | Untitled Boris Becker Documentary                    | Alex Gibney | Estados Unidos • Reino Unido                                  |
| Especiais Berlinale                                  |                                                      | |                                                               |
| Documentários                                        |                                                      | |                                                               |
| Massimo Troisi: Somebody Down There Likes Me         | Laggiù qualcuno mi ama                               | Mario Martone | Itália                                                        |
| Love to Love You, Donna Summer                       | Love to Love You, Donna Summer                       | Roger Ross Williams, Brooklyn Sudano | Estados Unidos                                                |
| Longas-metragens                                     |                                                      | |                                                               |
| Measures of Men                                      | Der vermessene Mensch                                | Lars Kraume | Alemanha                                                      |
| Infinity Pool                                        | Infinity Pool                                        | Brandon Cronenberg | Canadá                                                        |
| Kill Boksoon                                         | 길복순                                               | Byun Sung-hyun | Coreia do Sul                                                 |
| The Innocents                                        | Les Innocentes                                       | Anne Fontaine | França • Polónia                                              |
| Loriot’s Great Cartoon Revue                         | Loriot’s Great Cartoon Revue                         | Peter Geyer, Loriot | Alemanha                                                      |
| #Manhole                                             | ＃マンホール                                         | Kazuyoshi Kumakiri | Japão                                                         |
| Mad Fate                                             | 命案                                                 | Soi Cheang | Hong Kong • China                                             |
| Talk to Me                                           | Talk to Me                                           | Danny Philippou, Michael Philippou | Austrália                                                     |
| Animação                                             |                                                      | |                                                               |
| 100 Years of Disney Animation – a Shorts Celebration | 100 Years of Disney Animation – a Shorts Celebration | Walt Disney, Dave Hand, Ben Sharpsteen, Lauren Jackson, Wilfred Jackson, Jack Hannah, Jon Kahrs, Brian Menz, Jacob Frey, Hillary Bradfield | Estados Unidos                                                |
| Séries Berlinale                                     |                                                      | |                                                               |
| Agent                                                | Agent                                                | Nikolaj Lie Kaas | Dinamarca                                                     |
| The Architect                                        | Arkitekten                                           | Kerren Lumer-Klabbers | Noruega                                                       |
| Bad Behaviour                                        | Bad Behaviour                                        | Corrie Chen | Austrália                                                     |
| The Good Mothers                                     | Le buone madri                                       | Elisa Amoruso, Julian Jarrold | Itália                                                        |
| Roar                                                 | Dahaad                                               | Reema Kagti, Ruchika Oberoi | Índia                                                         |
| Spy/Master                                           | Spy/Master                                           | Christopher Smith | Alemanha • Roménia                                            |
| The Swarm (out of competition)                       | Der Schwarm                                          | Barbara Eder, Philipp Stölzl, Luke Watson                                                                                                  | Alemanha • França • Itália • Japão • Áustria • Suécia • Suíça |
| Why Try to Change Me Now                             | 平原上的摩西                                         | Zhang Dalei | China                                                         |
| Curtas Berlinale                                     |                                                      | |                                                               |
| 8                                                    | 8                                                    | Anaïs-Tohé Commaret | França                                                        |
| Back                                                 | Back                                                 | Yazan Rabee | Países Baixos                                                 |
| Eeva                                                 | Eeva                                                 | Morten Tšinakov, Lucija Mrzljak | Estónia • Croácia                                             |
| From Fish to Moon                                    | From Fish to Moon                                    | Kevin Contento | Estados Unidos                                                |
| Happy Doom                                           | Happy Doom                                           | Billy Roisz | Áustria                                                       |
| Daydreaming So Vividly About Our Spanish Holidays    | La herida luminosa                                   | Christian Avilés | Espanha                                                       |
| Les chenilles                                        | Les chenilles                                        | Michelle Keserwany, Noel Keserwany | França                                                        |
| It’s a Date                                          | It’s a Date                                          | Nadia Parfan | Ucrânia                                                       |
| Jill, Uncredited                                     | Jill, Uncredited                                     | Anthony Ing | Reino Unido                                                   |
| A Kind of Testament                                  | A Kind of Testament                                  | Stephen Vuillemin | França                                                        |
| Dipped in Black                                      | Marungka tjalatjunu                                  | Matthew Thorne, Derik Lynch | Austrália                                                     |
| The Beads                                            | As miçangas                                          | Rafaela Camelo, Emanuel Lavor | Brasil                                                        |
| A Woman in Makueni                                   | Mwanamke Makueni                                     | Daria Belova, Valeri Aluskina | Alemanha                                                      |
| Sleepless Nights                                     | Nuits blanches                                       | Donatienne Berthereau | França                                                        |
| Bear                                                 | Ours                                                 | Morgane Frund | Suíça                                                         |
| Daughter and Son                                     | 亲密                                                 | Cheng Yu | China                                                         |
| Terra Mater – Mother Land                            | Terra Mater – Mother Land                            | Kantarama Gahigiri | Ruanda • Suíça                                                |
| The Veiled City                                      | The Veiled City                                      | Natalie Cubides-Brady | Reino Unido                                                   |
| The Waiting                                          | Das Warten                                           | Volker Schlecht | Alemanha                                                      |
| All Tomorrow’s Parties                               | 我的朋友                                             | Zhang Dalei | China                                                         |

## Panorama
Os seguintes filmes foram selecionados para a seção Panorama:
Títulos destacados indica o vencedor do prêmio.
| Título em inglês                                         | Título original                                          | Diretor(es)                                 | País(es) de produção                          |
| -------------------------------------------------------- | -------------------------------------------------------- | ------------------------------------------- | --------------------------------------------- |
| After                                                    | After                                                    | Anthony Lapia                               | França                                        |
| All the Colours of the World Are Between Black and White | All the Colours of the World Are Between Black and White | Babatunde Apalowo                           | Nigéria                                       |
| The Burdened                                             | Al Murhaqoon                                             | Amr Gamal                                   | Iêmen • Sudão • Arábia Saudita                |
| The Beast in the Jungle                                  | La Bête dans la jungle                                   | Patric Chiha                                | França • Bélgica • Áustria                    |
| The Castle                                               | El castillo                                              | Martín Benchimol                            | Argentina                                     |
| Drifter                                                  | Drifter                                                  | Hannes Hirsch                               | Alemanha                                      |
| Femme                                                    | Femme                                                    | Sam H. Freeman, Ng Choon Ping               | Reino Unido                                   |
| Ambush                                                   | Ghaath                                                   | Chhatrapal Ninawe                           | Índia                                         |
| Green Night                                              | 绿夜                                                     | Han Shuai                                   | Hong Kong • China                             |
| Hello Dankness                                           | Hello Dankness                                           | Soda Jerk                                   | Austrália                                     |
| Heroic                                                   | Heroico                                                  | David Zonana                                | México • Suécia                               |
| Inside                                                   | Inside                                                   | Vasilis Katsoupis                           | Grécia • Alemanha • Bélgica                   |
| The Teachers' Lounge                                     | Das Lehrerzimmer                                         | İlker Çatak                                 | Alemanha                                      |
| Matria                                                   | Matria                                                   | Álvaro Gago                                 | Espanha                                       |
| Opponent                                                 | Motståndaren                                             | Milad Alami                                 | Suíça                                         |
| Passages                                                 | Passages                                                 | Ira Sachs                                   | França                                        |
| Perpetrator                                              | Perpetrator                                              | Jennifer Reeder                             | Estados Unidos • França                       |
| Property                                                 | Propriedade                                              | Daniel Bandeira                             | Brasil                                        |
| Reality                                                  | Reality                                                  | Tina Satter                                 | Estados Unidos                                |
| Midwives                                                 | Sages-femmes                                             | Léa Fehner                                  | França                                        |
| Silver Haze                                              | Silver Haze                                              | Sacha Polak                                 | Países Baixos • Reino Unido                   |
| Sira                                                     | Sira                                                     | Apolline Traoré                             | Burquina Fasso • França • Alemanha • Senegal  |
| Sisi & I                                                 | Sisi & Ich                                               | Frauke Finsterwalder                        | Alemanha • Suíça • Áustria                    |
| The Quiet Migration                                      | Stille Liv                                               | Malene Choi                                 | Dinamarca                                     |
| Do You Love Me?                                          | Ty mene lubysh?                                          | Tonia Noyabrova                             | Ucrânia • Suécia                              |
| Animação                                                 |                                                          |                                             |                                               |
| The Siren (opening film)                                 | La Sirène                                                | Sepideh Farsi                               | França • Alemanha • Luxemburgo • Bélgica      |
| Documentário                                             |                                                          |                                             |                                               |
| And, Towards Happy Alleys                                | And, Towards Happy Alleys                                | Sreemoyee Singh                             | Índia                                         |
| The Cemetery of Cinema                                   | Au cimetière de la pellicule                             | Thierno Souleymane Diallo                   | França • Senegal • Guiné • Arábia Saudita     |
| The Eternal Memory                                       | The Eternal Memory                                       | Maite Alberdi                               | Chile                                         |
| Iron Butterflies                                         | Iron Butterflies                                         | Roman Liubyi                                | Ucrânia • Alemanha                            |
| Joan Baez I Am A Noise                                   | Joan Baez I Am A Noise                                   | Karen O’Connor, Miri Navasky, Maeve O’Boyle | Estados Unidos                                |
| Kokomo City                                              | Kokomo City                                              | D. Smith                                    | Estados Unidos                                |
| Stams                                                    | Stams                                                    | Bernhard Braunstein                         | Áustria                                       |
| Transfariana                                             | Transfariana                                             | Joris Lachaise                              | França • Colômbia                             |
| Under the Sky of Damascus                                | Under the Sky of Damascus                                | Heba Khaled, Talal Derki, Ali Wajeeh        | Dinamarca • Alemanha • Estados Unidos • Síria |

## Filmes homenageados

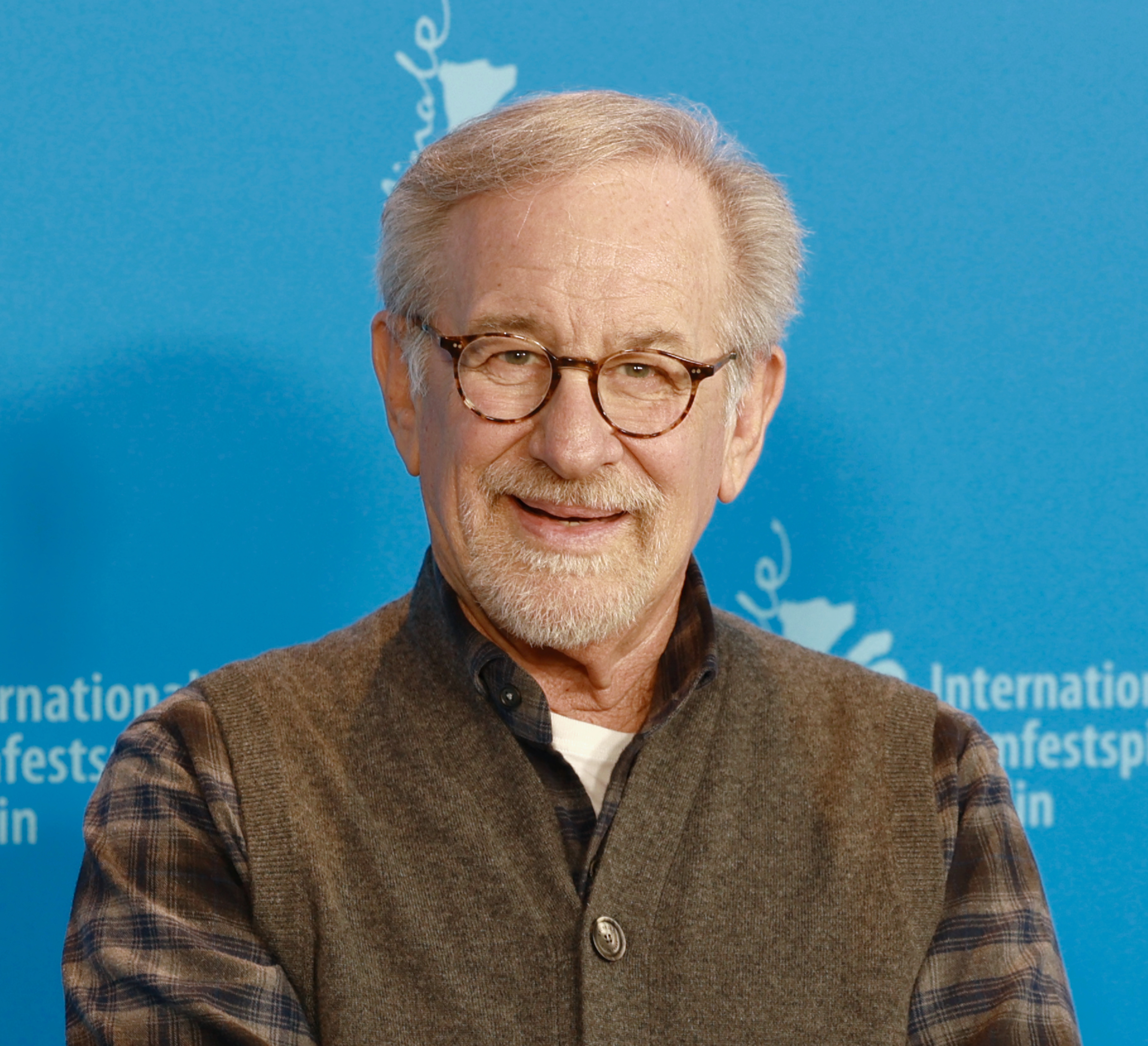
Steven Spielberg durante a Berlinale

Esta seção na 73ª edição é dedicada ao diretor, escritor e produtor estadunidense Steven Spielberg, que também recebeu um Urso de Ouro Honorário pelo conjunto de sua obra.
| Ano  | Título em inglês           | Original title             | Diretor(es)      | País(es) de produção                    |
| ---- | -------------------------- | -------------------------- | ---------------- | --------------------------------------- |
| 2015 | Bridge of Spies            | Bridge of Spies            | Steven Spielberg | Estados Unidos • Alemanha • Reino Unido |
| 1971 | Duel                       | Duel                       | Steven Spielberg | Estados Unidos                          |
| 1982 | E.T. the Extra-Terrestrial | E.T. the Extra-Terrestrial | Steven Spielberg | Estados Unidos                          |
| 2022 | The Fabelmans              | The Fabelmans              | Steven Spielberg | Estados Unidos                          |
| 1975 | Jaws                       | Jaws                       | Steven Spielberg | Estados Unidos                          |
| 2005 | Munich                     | Munich                     | Steven Spielberg | Estados Unidos • Canadá • França        |
| 1981 | Raiders of the Lost Ark    | Raiders of the Lost Ark    | Steven Spielberg | Estados Unidos                          |
| 1993 | Schindler's List           | Schindler's List           | Steven Spielberg | Estados Unidos                          |

## Retrospectiva
Esta seção teve os seguintes filmes:
| Ano  | Título em inglês             | Título original                    | Diretor(es)                          | País(es) de produção       |
| ---- | ---------------------------- | ---------------------------------- | ------------------------------------ | -------------------------- |
| 1983 | To Our Loves                 | À nos amours                       | Maurice Pialat                       | França                     |
| 1956 | Unvanquished                 | অপরাজিত                              | Satyajit Ray                         | Índia                      |
| 1988 | Sound and Fury               | De bruit et de fureur              | Jean-Claude Brisseau                 | França                     |
| 1973 | The Spirit of the Beehive    | El espíritu de la colmena          | Víctor Erice                         | Espanha                    |
| 1986 | Ferris Bueller's Day Off     | Ferris Bueller's Day Off           | John Hughes                          | Estados Unidos             |
| 1969 | The Beautiful Girl           | Gražuolė                           | Arūnas Žebriūnas                     | União Soviética • Lituânia |
| 1993 | Groundhog Day                | Groundhog Day                      | Harold Ramis                         | Estados Unidos             |
| 1974 | The Enigma of Kaspar Hauser  | Jeder für sich und Gott gegen alle | Werner Herzog                        | Alemanha                   |
| 1996 | Bag of Rice                  | Kiseye Berendj                     | Mohammad-Ali Talebi                  | Irão • Japão               |
| 1971 | The Last Picture Show        | The Last Picture Show              | Peter Bogdanovich                    | Estados Unidos             |
| 1953 | Little Fugitive              | Little Fugitive                    | Ray Ashley, Morris Engel, Ruth Orkin | Estados Unidos             |
| 1975 | Manila in the Claws of Light | Maynila, sa mga Kuko ng Liwanag    | Lino Brocka                          | Filipinas                  |
| 1994 | Muriel's Wedding             | Muriel's Wedding                   | P. J. Hogan                          | Austrália                  |
| 1964 | Before the Revolution        | Prima della rivoluzione            | Bernardo Bertolucci                  | Itália                     |
| 1955 | Rebel Without a Cause        | Rebel Without a Cause              | Nicholas Ray                         | Estados Unidos             |

## Clássicos
Uma restauração em 4K do filme Naked Lunch de David Cronenberg abriu esta seção de clássicos.
| Ano  | Título em inglês                | Título original               | Diretor(es)                      | País(es) de produção                    |
| ---- | ------------------------------- | ----------------------------- | -------------------------------- | --------------------------------------- |
| 1967 | Guess Who's Coming to Dinner    | Guess Who's Coming to Dinner  | Stanley Kramer                   | Estados Unidos                          |
| 1988 | Mapantsula                      | Mapantsula                    | Oliver Schmitz                   | África do Sul • Austrália • Reino Unido |
| 1991 | Naked Lunch                     | Naked Lunch                   | David Cronenberg                 | Canadá • Reino Unido • Japão            |
| 1941 | Romeo and Juliet in the Village | Romeo und Julia auf dem Dorfe | Valerien Schmidely, Hans Trommer | Suíça                                   |
| 1981 | Sweet Dreams                    | Sogni d'oro                   | Nanni Moretti                    | Itália                                  |
| 1990 | Twilight                        | Szürkület                     | György Fehér                     | Hungria                                 |
| 1923 | A Woman of Paris                | A Woman of Paris              | Charlie Chaplin                  | Estados Unidos                          |
| 1956 | Night River                     | 夜の河                        | Kōzaburō Yoshimura               | Japão                                   |

## Prêmios
Competição

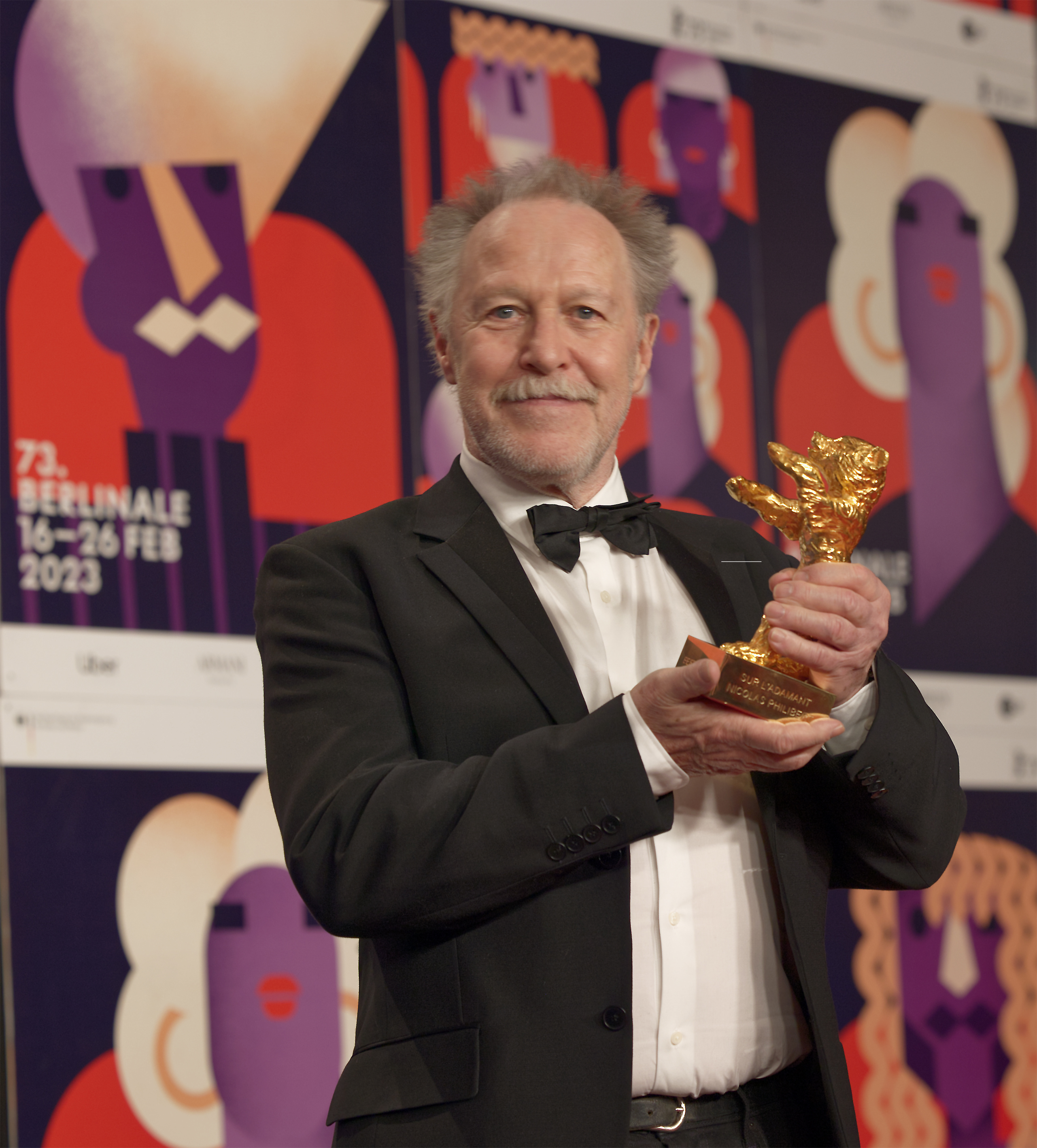
Nicolas Philibert, com o Urso de Ouro por On the Adamant

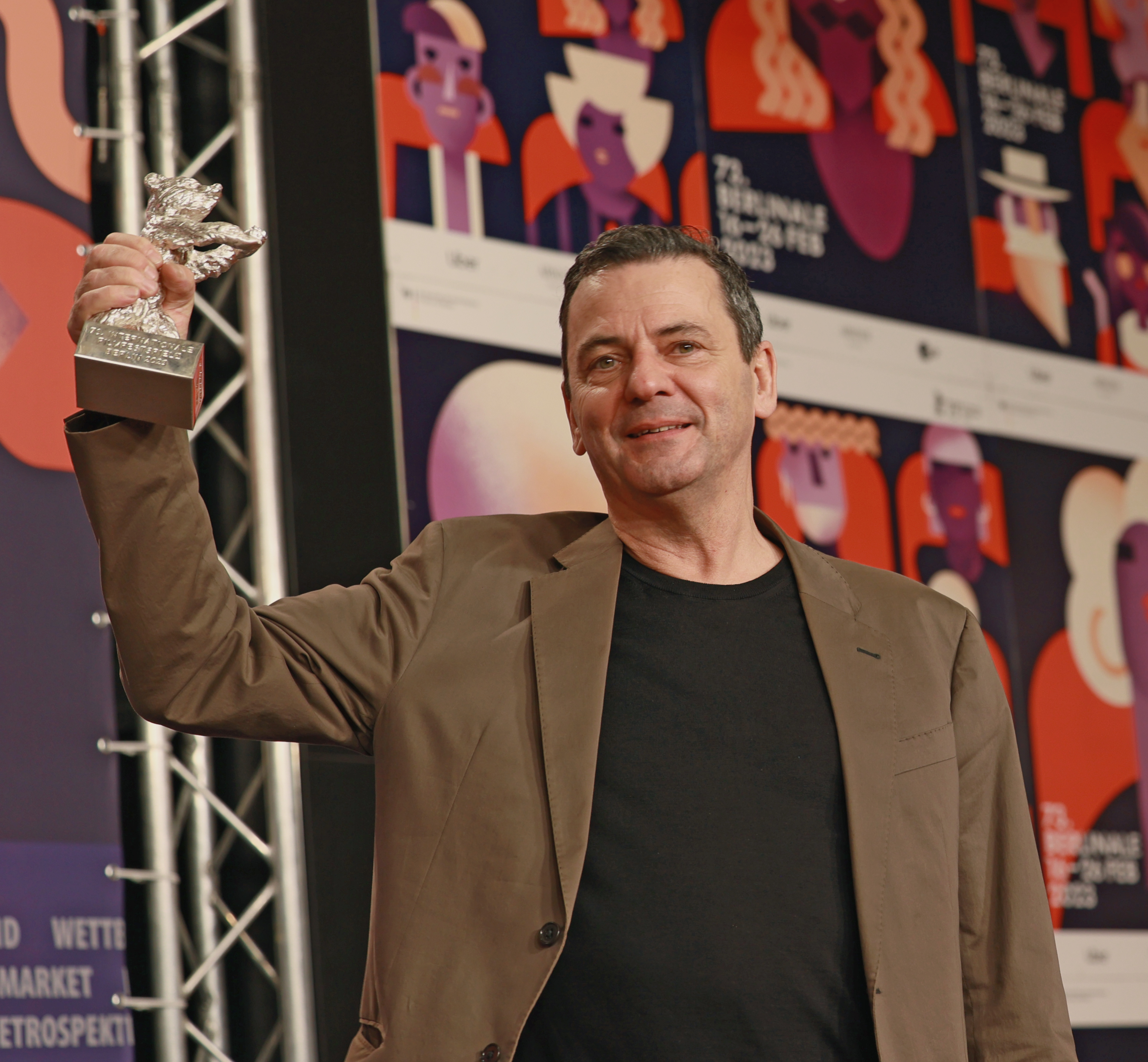
Sebastian Petzold, com o Urso de Prata Grande Prêmio do Júri por Afire

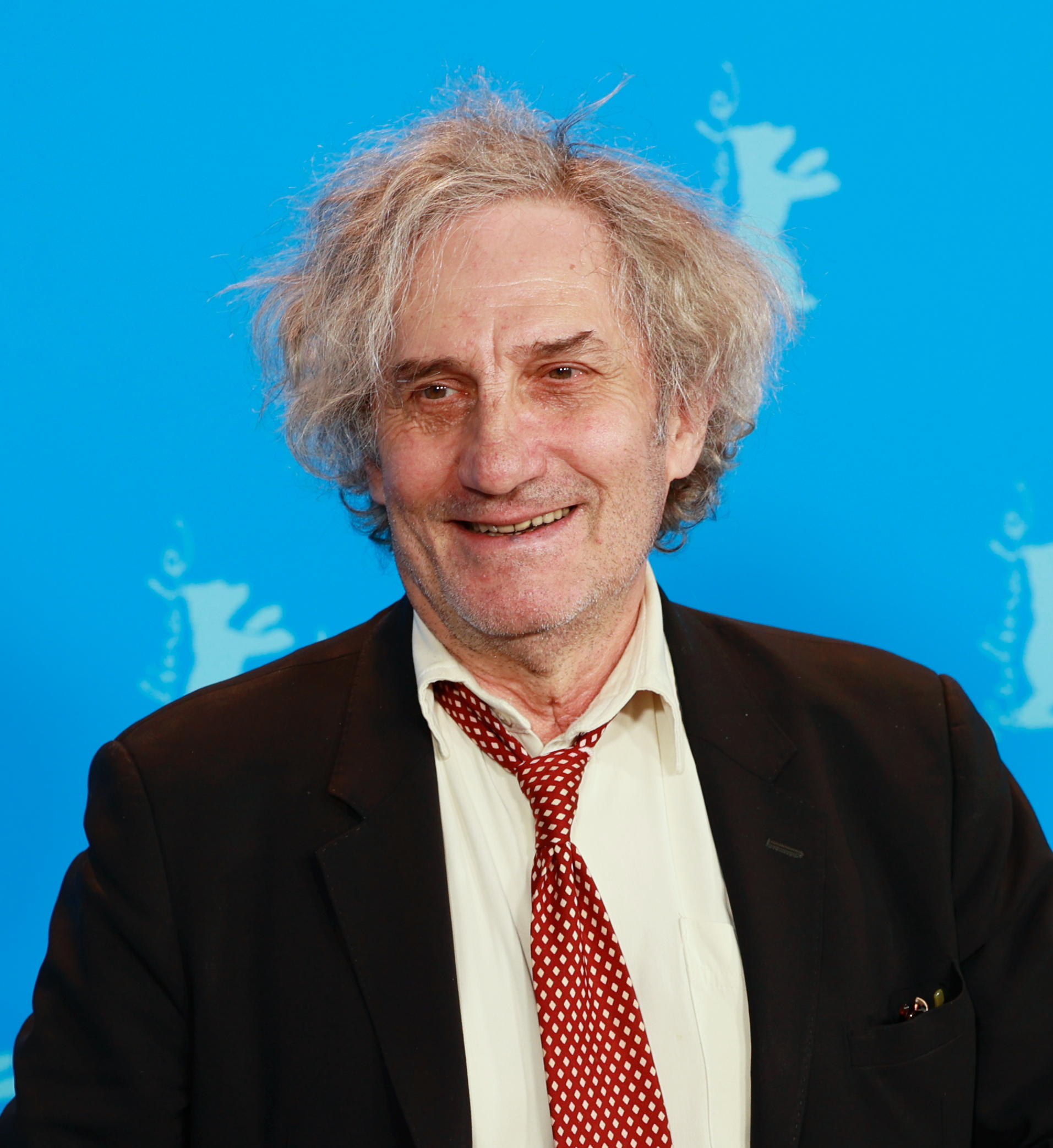
Philippe Garrel, vencedor do Urso de Prata de Melhor Diretor

- Urso de Ouro: On the Adamant de Nicolas Philibert
- Urso de Prata Grande Prêmio do Júri: Afire de Christian Petzold
- Urso de Prata Prêmio do Júri: Mal Viver de João Canijo
- Urso de Prata de Melhor Direção: Philippe Garrel de The Plough
- Urso de Prata de Melhor Performance Principal: Sofía Otero por 20,000 Species of Bees
- Urso de Prata Thea Ehre por Till the End of the Night
- Urso de Prata de Melhor Roteiro: Angela Schanelec por Music
- Urso de Prata por Contribuição Artística Excepcional: Hélène Louvart por Disco Boy (cinematografia)

Encounters
- Melhor filme: Here de Bas Devos

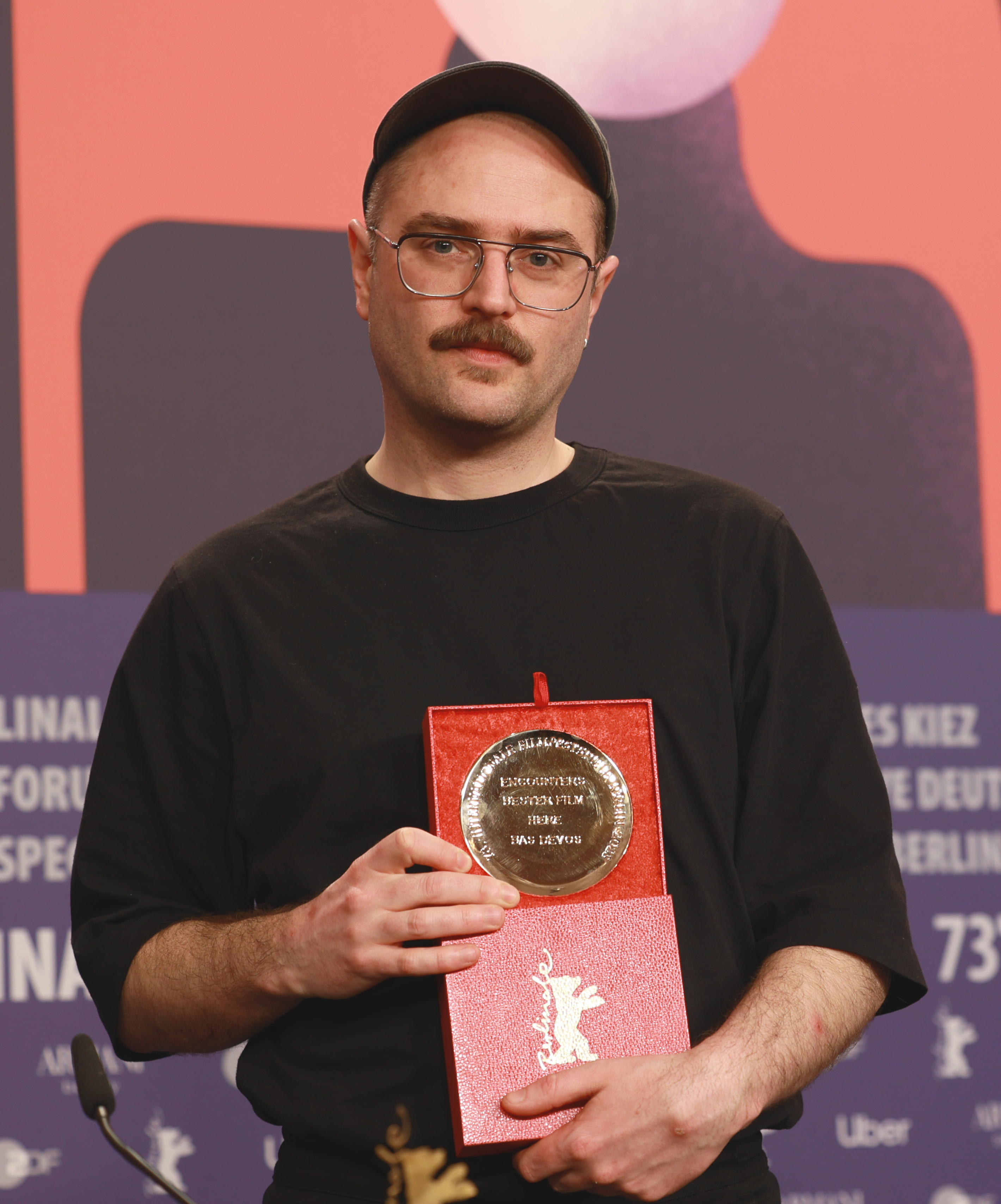
Bas Devos, com o Melhor Filme (Encounters) por Here

- Melhor Diretor: Tatiana Huezo porThe Echo
- Prêmio Especial do Júri: Orlando, My Political Biography por Paul B. Preciado e Samsara de Lois Patiño

Curta Metragem Internacional
- Urso de Ouro: Les Chenilles de Michelle Keserwany, Noel Keserwany
- Urso de Prata: Dipped in Black de Matthew Thorne, Derik Lynch
- Menção especial: It’s a Date de Nadia Parfan

### Generation
Prêmios do Júri Juvenil
- Urso de Cristal por Melhor Filme: Adolfo de Sofía Auza
  - Menção especial: And the King Said, What a Fantastic Machine de Axel Danielson e Maximilien Van Aertryck
- Urso de Cristal por Melhor Curta Metragem: And Me, I'm Dancing Too (Man khod, man ham miraghsam) de Mohammad Valizadegan
  - Menção especial: From the Corner of My Eyes (Szemem sarka) de Domonkos Erhardt

Generation 14plus
- Grand Prix: Hummingbirds de Silvia Del Carmen Castaños, Estefanía “Beba” Contreras
  - Menção especial: Mutt de Vuk Lungulov-Klotz
- Prêmio Especial por Melhor Curta: Infantry (Infantaria) de Laís Santos Araújo
  - Menção especial: Incroci de Francesca de Fusco

### Outros Prêmios Berlinale
Prêmio Berlinale Series
- Prêmio Berlinale Series: The Good Mothers de Elisa Amoruso e Julian Jarrold
  - Menção especial do Júri: The Architect (Arkitekten) de Kerren Lumer-Klabbers

Prêmio The Perspektive Deutsches
- Compass-Perspektive-Award: Seven Winters in Tehran de Steffi Niederzoll
  - Menção honrosa: The Kidnapping of the Bride (El secuestro de la novia) de Sophia Mocorrea
- Kompagnon Fellowships:
  - Paraphrase on the Finding of a Glove de Mareike Wegener
  - My Beloved Man’s Female Body de Anna Melikova
- Heiner Carow Prize: Bones and Names de Fabian Stumm
- GWFF Best First Feature Award: The Klezmer Project de Leandro Koch, Paloma Schachmann

Prêmio de Documentário

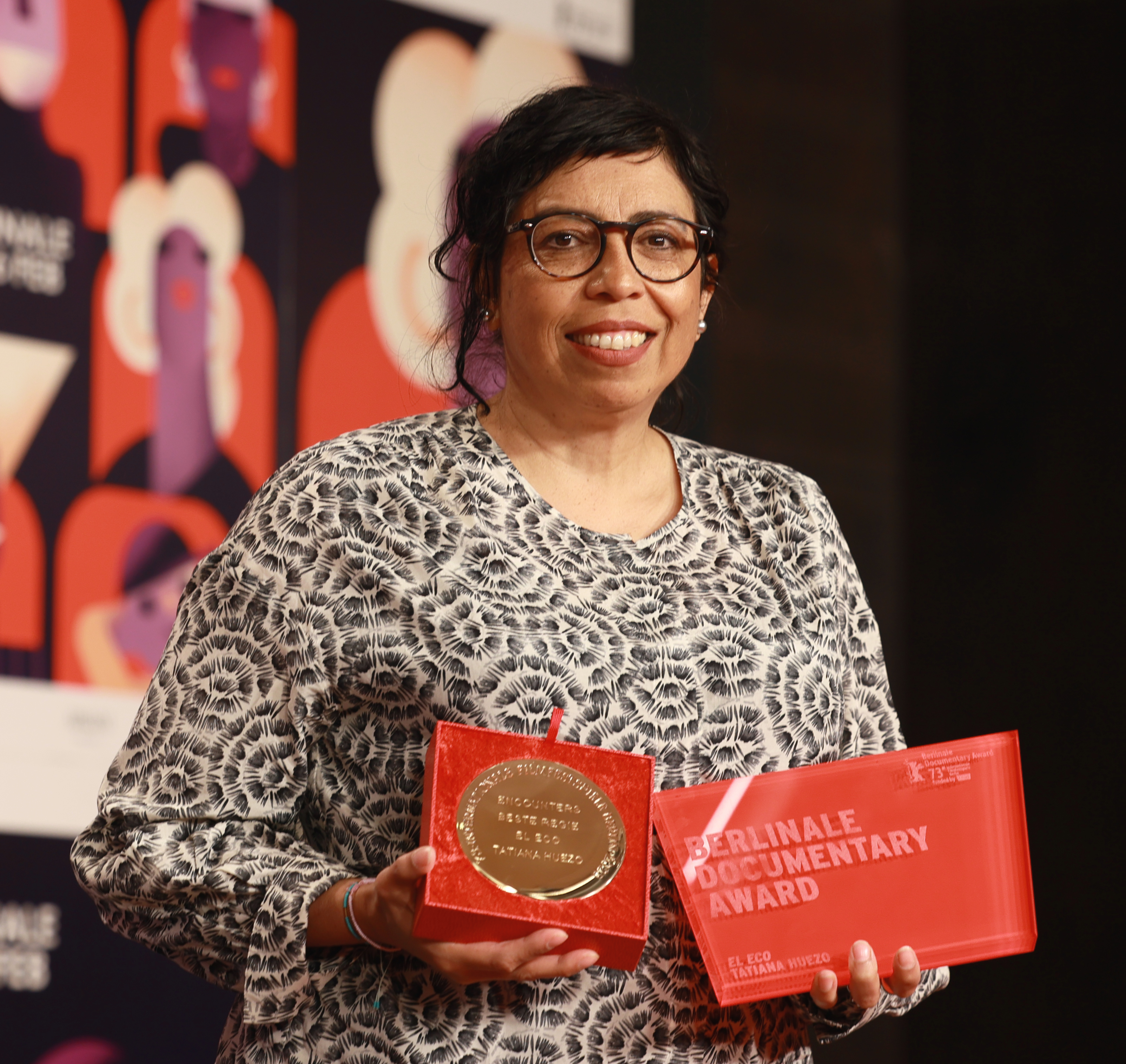
Tatiana Huezo, com o Prêmio de Documentário da por The Echo

- Berlinale Documentary Award: The Echo de Tatiana Huezo

#### Prêmio Panorama da Audiência
Prêmio Panorama da Audiência de 2023 – Longas
- 1º lugar: Sira de Apolline Traoré
- 2º lugar: The Burdened de Amr Gamal
- 3º lugar: Midwives (Sages-femmes) de Léa Fehner

Prêmio Panorama da Audiência de 2023 – Documentários
- 1º lugar: Kokomo City de D. Smith
- 2º lugar: The Eternal Memory de Maite Alberdi
- 3º lugar: The Cemetery of Cinema (Au cimetière de la pelliculle) de Thierno Souleymane Diallo

### Prêmios Honorários

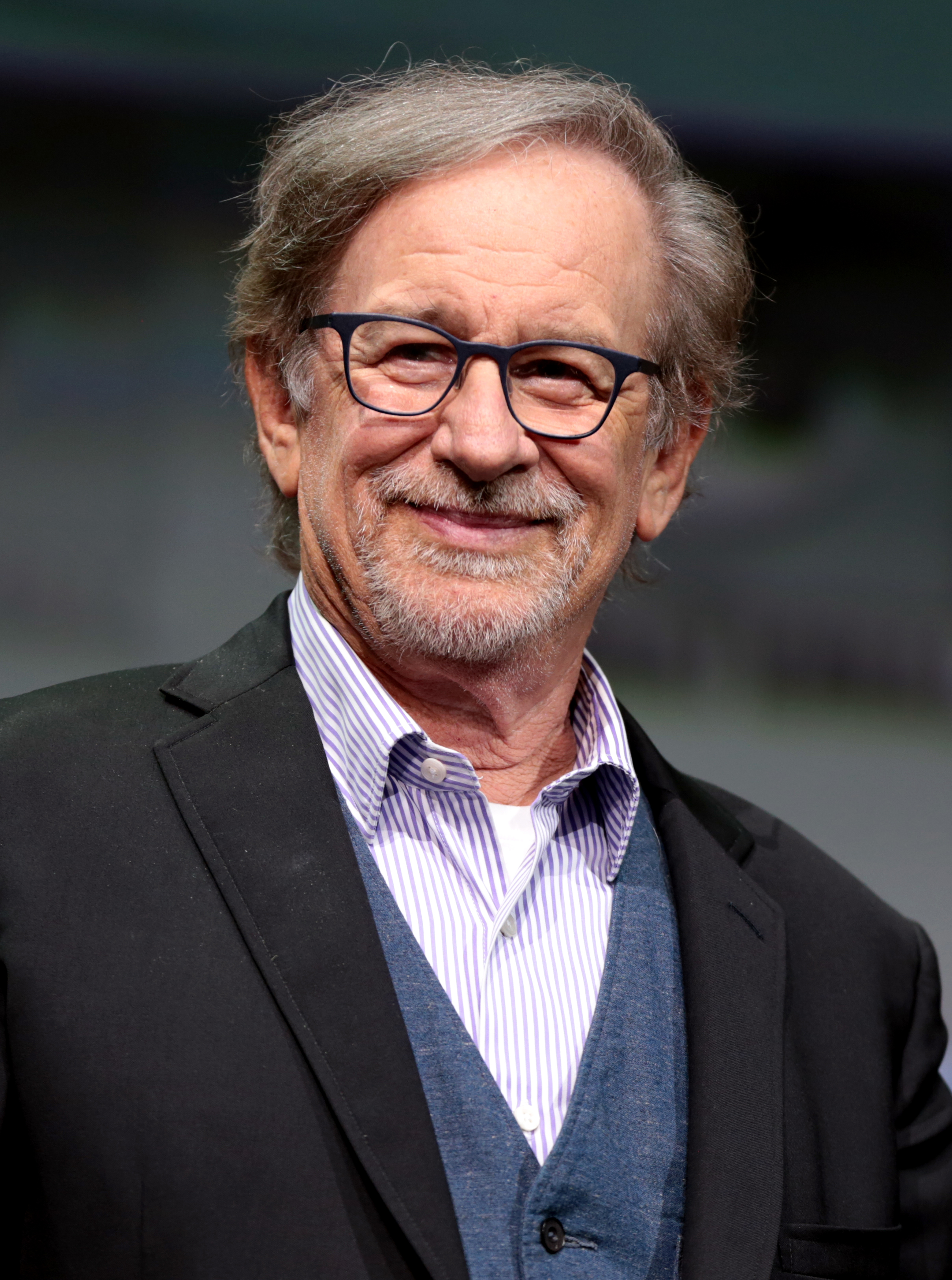
Steven Spielberg, Vencedor do prêmio Urso de Ouro Honorário

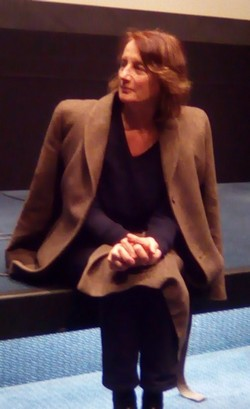
Caroline Champetier, Prêmio Berlinale Camera para a vencedor do prêmio Lifetime Achievement

- Urso de Ouro Honorário: Steven Spielberg[40]
- Prêmio Berlinale Camera pelo conjunto da obrat: Caroline Champetier[41]

### Prêmios independentes

#### Teddy Award

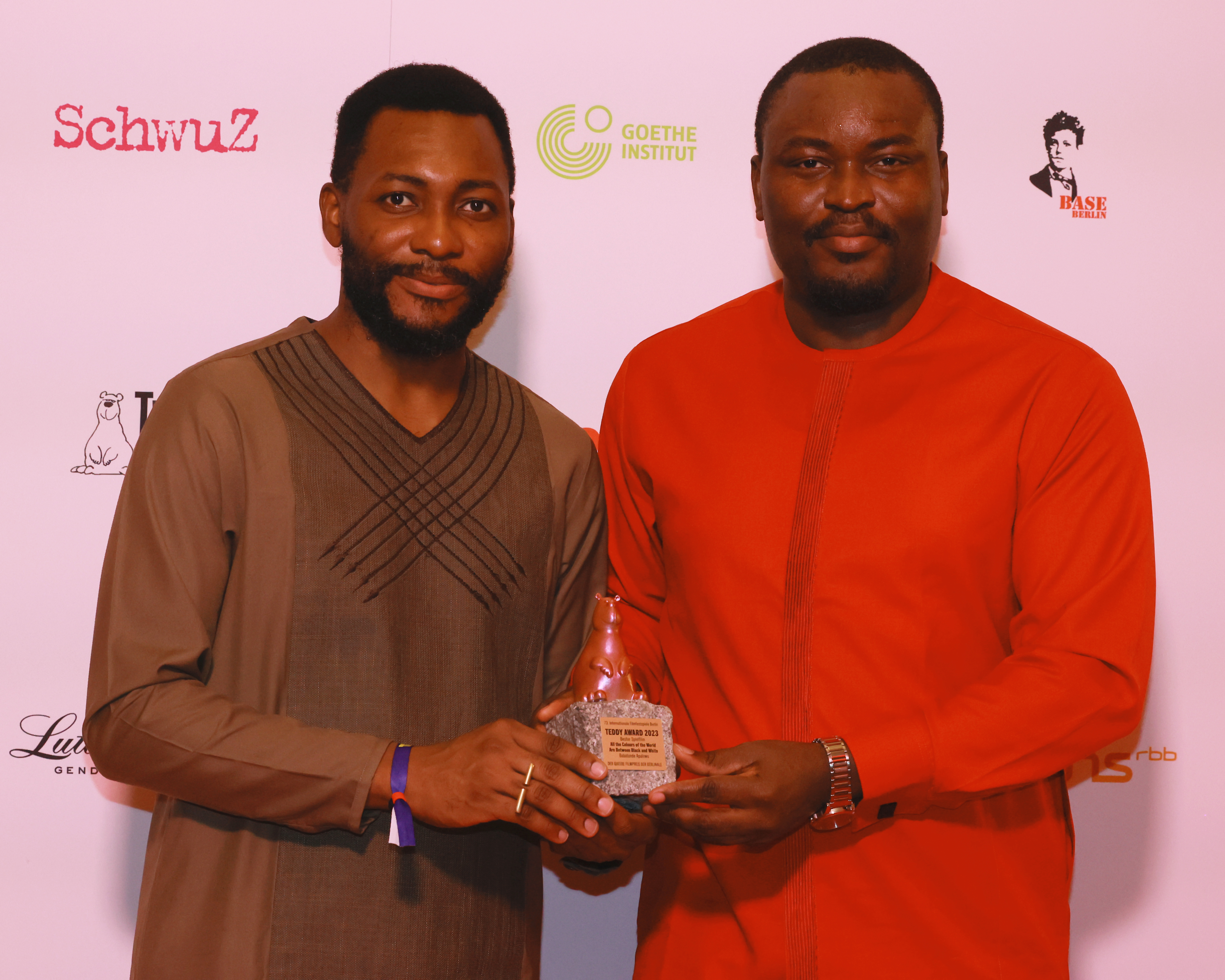
Babatunde Apalowo and Tope Tedela, com o Teddy Award por All the Colours of the World Are Between Black and White

- Melhor Filme:  All the Colours of the World Are Between Black and White de Babatunde Apalowo
- Melhor Documentário: Orlando, My Political Biography de Paul B. Preciado[42]
- Prêmio do Júri: Vicky Knight como Franky por Silver Haze de Sacha Polak
- Melhor Curta: Dipped in Black de Matthew Thorne e Derik Lynch

#### Prêmios do Júri independente
- Prêmio Anistia Internacional de Cinema: The Burdened de Amr Gamal
- Prêmios do Júri Ecumênico:
  - Competição: Tótem de Lila Avilés
  - Panorama: Midwives de Léa Fehner
  - Fórum: Where God Is Not de Mehran Tamadon
  - Menção especial: On the Adamant de Nicolas Philibert
- Prêmio da Guild of German Art House Cinemas: 20,000 Species of Bees de Estibaliz Urresola Solaguren
- AG KINO GILDE – CINEMA VISION 14plus: And the King Said, What a Fantastic Machine de Axel Danielson, Maximilien Van Aertryck
- Cicae Art Cinema Prizes:
  - Panorama: The Teachers’ Lounge de İlker Çatak
  - Forum: The Face of Jellyfish de Melisa Liebenthal
- Prêmio do Júri Berliner Morgenpost Reader’s: 20,000 Species of Bees de Estibaliz Urresola Solaguren
- Prêmio do Júri Tagesspiegel Reader’s: Orlando, My Political Biography de Paul B. Preciado
- Prêmio do Júri Caligari: De Facto de Selma Doborac
- Prêmio do Júri Peace: Seven Winters in Teheran de Steffi Niederzoll
- Prêmio ARTEKino International : Peeled Skin de Leonie Krippendorff[43]